# Nick Hargrove
Nick Hargrove (Filadelfia, 3 settembre 1992) è un attore statunitense conosciuto maggiormente per il suo ruolo di Parker Caine nella serie Streghe.

## Biografia
Ha iniziato a recitare nel 2017 nel film La madre sbagliata (The Wrong Mother) ed ha interpretato vari ruoli in televisione. Si è interessato precocemente alla recitazione ma ha messo in pratica questo interesse solo dopo essersi laureato presso l'Università della Carolina del Nord a Chapel Hill.

### Vita privata
È stato fidanzato con l'attrice Sarah Jeffery, conosciuta sul set di Streghe.

## Filmografia

### Cinema
- M.F.A., regia di Natalia Leite (2017)
- Devotion, regia di J.D. Dillard (2022)

### Cortometraggi
- Closure (2017)
- The Other (2019)

### Televisione
- Counterpart - serie TV (2017-2019)
- La madre sbagliata (The Wrong Mother), regia di Craig Goldstein (2017) - film TV
- Medal of Honor - serie TV (2018)
- Single Parents - serie TV (2020)
- Streghe (Charmed) - serie TV (2018-2020)

## Doppiatori italiani
Nelle versioni in italiano dei suoi lavori, Nick Hargrove è stato doppiato da:
- Manuel Meli in Streghe
- Mirko Cannella in Sulle ali dell'onore
- Gianluca Cortesi in NCIS: Los Angeles